# Các đảo ở Paris

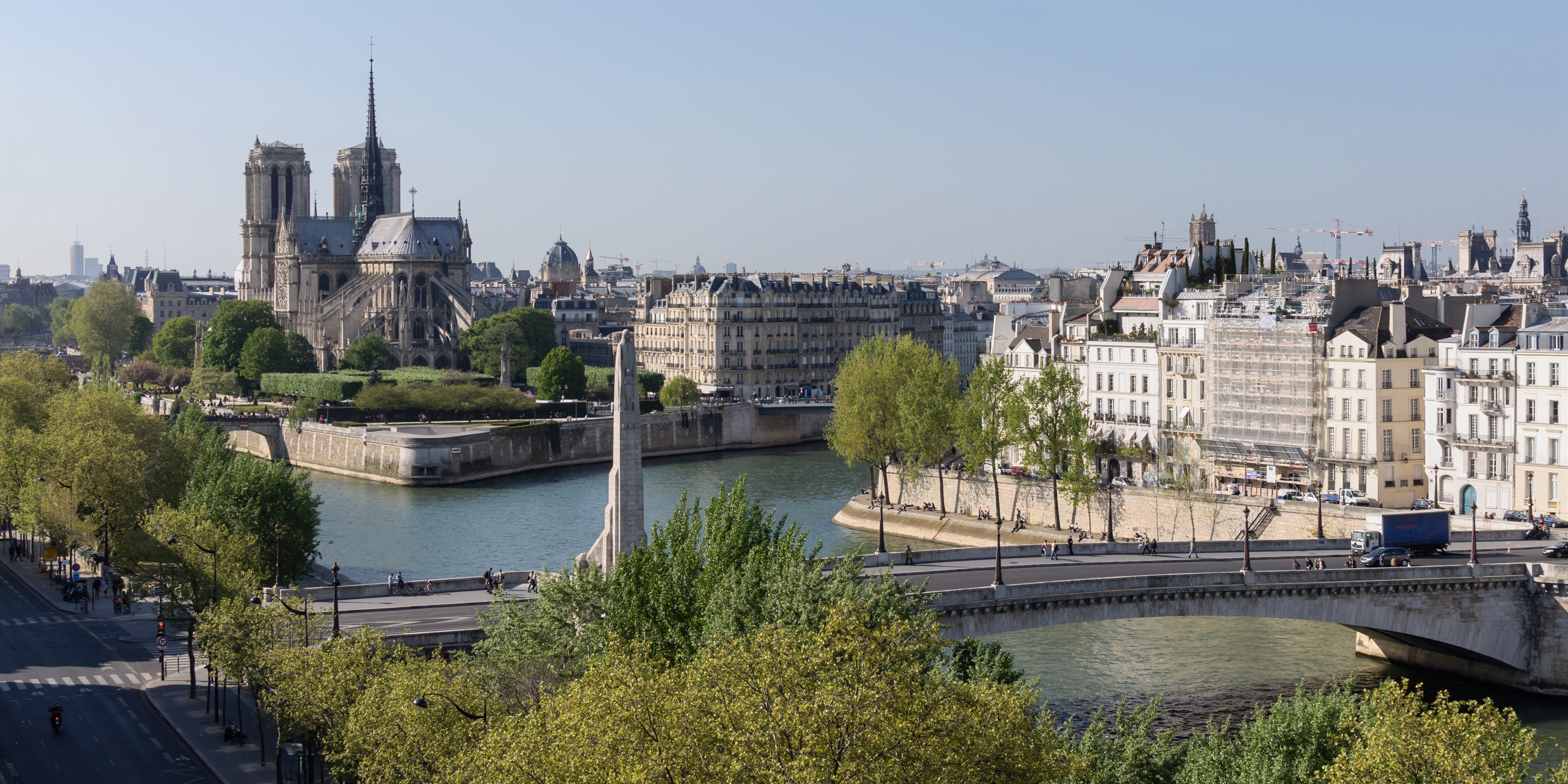
Île de la Cité và Île Saint-Louis

Paris có hai đảo chính là Île de la Cité và Île Saint-Louis trên sông Seine ở trung tâm thành phố. Các đảo còn lại là nhân tạo và trừ Île aux Cygnes, đều nằm trong các công viên của thành phố, chủ yếu là rừng Boulogne và Vincennes. Trong quá khứ, trên sông Seine từng có một số đảo khác, nhưng đã biến mất do nhập vào bờ hoặc vào hai đảo hiện nay.

## Các đảo hiện nay
| Thứ tự | Đảo                            | Địa điểm                        | Quận   | Diện tích (ha) | Kích thước (m) | Tọa độ                                                                                          |
| ------ | ------------------------------ | ------------------------------- | ------ | -------------- | -------------- | ----------------------------------------------------------------------------------------------- |
| 1      | Île de la Cité                 | Sông Seine                      | 1 và 4 | 29             | 1 200 × 300    | 48°51′16,57″B 02°20′50,88″Đ / 48,85°B 2,33333°Đ                                                 |
| 2      | Île Saint-Louis                | Sông Seine                      | 14     | 11             | 720 × 200      | 48°51′5,81″B 02°21′25,3″Đ / 48,85°B 2,35°Đ                                                      |
| 3      | Île aux Cygnes                 | Sông Seine                      | 15     | 3              | 910 × 40       | 48°51′10,18″B 02°17′1,15″Đ / 48,85°B 2,28333°Đ                                                  |
| 4      | Đảo bắc hồ Lac inférieur       | Rừng Boulogne (Hồ trong rừng)   | 16     | 3              | 430 × 100      | 48°51′52,46″B 02°15′38,5″Đ / 48,85°B 2,25°Đ                                                     |
| 5      | Đảo Bercy                      | Rừng Vincennes (Hồ Daumesnil)   | 12     | 3              | 260 × 140      | 48°49′55,9″B 02°24′40,39″Đ / 48,81667°B 2,4°Đ                                                   |
| 6      | Đảo nam hồ Lac inférieur       | Rừng Boulogne                   | 16     | 2,5            | 320 × 100      | 48°51′42,29″B 02°15′33,54″Đ / 48,85°B 2,25°Đ                                                    |
| 7      | Đảo Reuilly                    | Rừng Vincennes (Hồ Daumesnil)   | 12     | 2,5            | 310 × 110      | 48°49′50,14″B 02°24′50,5″Đ / 48,81667°B 2,4°Đ                                                   |
| 8      | Đảo nam hồ Lac des Minimes     | Rừng Vincennes (Hồ Minimes)     | 12     | 2,5            | 270 × 125      | 48°50′4,34″B 02°27′32,72″Đ / 48,83333°B 2,45°Đ                                                  |
| 9      | Đảo bắc hồ Lac des Minimes     | Rừng Vincennes (Hồ Minimes)     | 12     | 1,7            | 220 × 100      | 48°50′11,25″B 02°27′29,1″Đ / 48,83333°B 2,45°Đ                                                  |
| 10     | Đảo Belvédère                  | Công viên Buttes-Chaumont       | 19     | 0,8            | 120 × 90       | 48°52′51,11″B 02°22′58,54″Đ / 48,86667°B 2,36667°Đ                                              |
| 11     | Đảo Porte jaune                | Rừng Vincennes (Hồ Minimes)     | 12     | 0,7            | 150 × 60       | 48°50′17,55″B 02°27′32,72″Đ / 48,83333°B 2,45°Đ                                                 |
| 12     | Đảo hồ Saint-Mandé             | Rừng Vincennes (Hồ Saint-Mandé) | 12     | 0,6            | 150 × 50       | 48°50′30,57″B 02°25′18,1″Đ / 48,83333°B 2,41667°Đ                                               |
| 13     | Các đảo nhỏ Mare Saint-James   | Rừng Boulogne (Hồ Saint-James)  | 16     | 0,1            | 75 × 20        | 48°52′33″B 02°15′31,23″Đ / 48,87583°B 2,25°Đ và 48°52′34,18″B 02°15′37,46″Đ / 48,86667°B 2,25°Đ |
| —      | Đảo công viên Montsouris       | Công viên Montsouris            | 14     | 0,06           | 50 × 15        | 48°49′24,23″B 02°20′19,48″Đ / 48,81667°B 2,33333°Đ                                              |
| —      | Các đảo nhỏ vườn thú Vincennes | Vườn thú Vincennes (Nhiều đảo)  | 12     | —              | —              | 48°49′59,35″B 02°25′1,2″Đ / 48,81667°B 2,41667°Đ                                                |

## Các đảo cũ
Một số đảo từng tồn tại ở Paris vào thời Trung Cổ, trước khi sông Seine được đắp đê bao quanh. Hiện nay các đảo này đã biến mất. Được bao quanh bởi các cây liễu và sậy, các đảo nhỏ nhất thường được phủ bở cát và bùn và bị ngập khi nước lớn.
Trên sông Seine
- Île Louviers: nằm giữa kè Henri IV và đại lộ Morland thuộc Quận 4.
- Île des Cygnes: nằm ở phía tây bắc Quận 7.
- Île aux Juifs và Île à la Gourdaine: nằm giữa vườn Palais và kè Augustins
- Île aux vaches và Île Notre-Dame: hợp thành đảo Île Saint-Louis vào thế kỷ 17.
- Îlot du passeur-aux-vaches: ở mũi phía hạ lưu của đảo Île de la Cité.
- Île du Louvre: chỉ là một bãi cát và biến mất khi xây cảng Saint-Nicolas.
- Île Maquerelle: tạo bởi ba đảo nhỏ: Longchamps, Treilles và Vaches.

Trên sông Bièvre
- Île aux Singes: tại vị trí của công viên nhỏ René-Le-Gall hiện nay.